# Gianmarco Pozzecco
Gianmarco Pozzecco (ur. 15 października 1972 w Gorycji) – włoski koszykarz, występujący na pozycji rozgrywającego, wicemistrz olimpijski z 2004, po zakończeniu kariery zawodniczej - trener koszykarski, obecnie trener Fortitudo Bolonia.

## Osiągnięcia
Na podstawie, o ile nie zaznaczono inaczej.

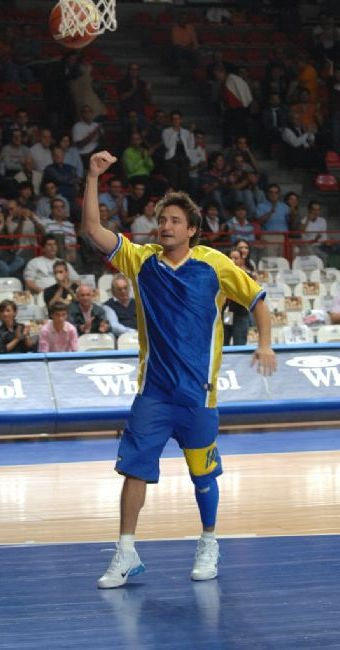

### Zawodnicze

#### Drużynowe
- Mistrz Włoch (1999)
- Wicemistrz:
  - Euroligi (2004)
  - FIBA EuroCup (2006)
  - Włoch (2003, 2004)
  - Rosji (2006)
- Brąz mistrzostw Rosji (2007)
- Zdobywca superpucharu Włoch (1999)
- Finalista pucharu:
  - Włoch (1999)
  - Rosji (2006)
- Awans do najwyższej klasy rozgrywkowej A1 we Włoszech (1993)
- Uczestnik turnieju McDonald’a (1999)

#### Indywidualne
- Uczestnik meczu gwiazd:
  - Eurochallenge (2006)
  - ligi włoskiej (1999, 2001)
- Zaliczony do I składu:
  - ligi włoskiej (1999)
  - turnieju McDonald’a (1999)
- Lider ligi włoskiej w:
  - asystach (1995, 1997–2003, 2008)
  - przechwytach (2000)
- Drugi strzelec rozgrywek ligi włoskiej w 2000/01 (27.03 pkt)
- Trzeci podający ligi rosyjskiej - Superligi A (2006)

#### Reprezentacja
- Wicemistrz olimpijski (2004)
- Uczestnik:
  - mistrzostw:
    - mistrzostw świata (1998 – 6. miejsce)
    - Europy (2005 – 9. miejsce)

  - kwalifikacji do Eurobasketu (1999, 2003)

### Trenerskie
(* – jako asystent trenera)
- Mistrzostwo Chorwacji (2016, 2017)*
- Wicemistrzostwo Ligi Adriatyckiej (2017)*
- Puchar Chorwacji (2016, 2017)*
- Awans do najwyższej klasy rozgrywkowej A1 we Włoszech (2014)
- Uczestnik mistrzostw świata (2023 – 8. miejsce)[4]